# 大阪單軌電車線
大阪單軌電車線（日语：／ Ōsaka Monorail sen */?）是一條自日本大阪府豐中市大阪空港站至門真市門真市站的一條跨座式單軌鐵路路線，也是前往大阪國際機場（伊丹機場）和萬博紀念公園的重要交通方式。大阪單軌線開通於1990年6月1日，之後在1994年和1997年兩次延長。目前該線正進行向南延伸至瓜生堂站的工程，預計於2033年完工。
大阪單軌電車線是日本營業距離最長的單軌電車，直到2011年中國重慶市的重慶軌道交通新路線（重慶軌道交通3號線）開業前，都是健力士世界紀錄認定世界最長營業距離的單軌鐵路。因此，主要車站的大堂都設置有吉尼斯的認定書。
另外「大阪單軌電車線」的稱呼是在支線國際文化公園都市單軌電車線（彩都線）開業前決定，現在包括彩都線在內的大阪高速鐵道所有路線合稱「大阪單軌電車」，在導覽上此路線「大阪單軌電車線」本身稱為「本線」。

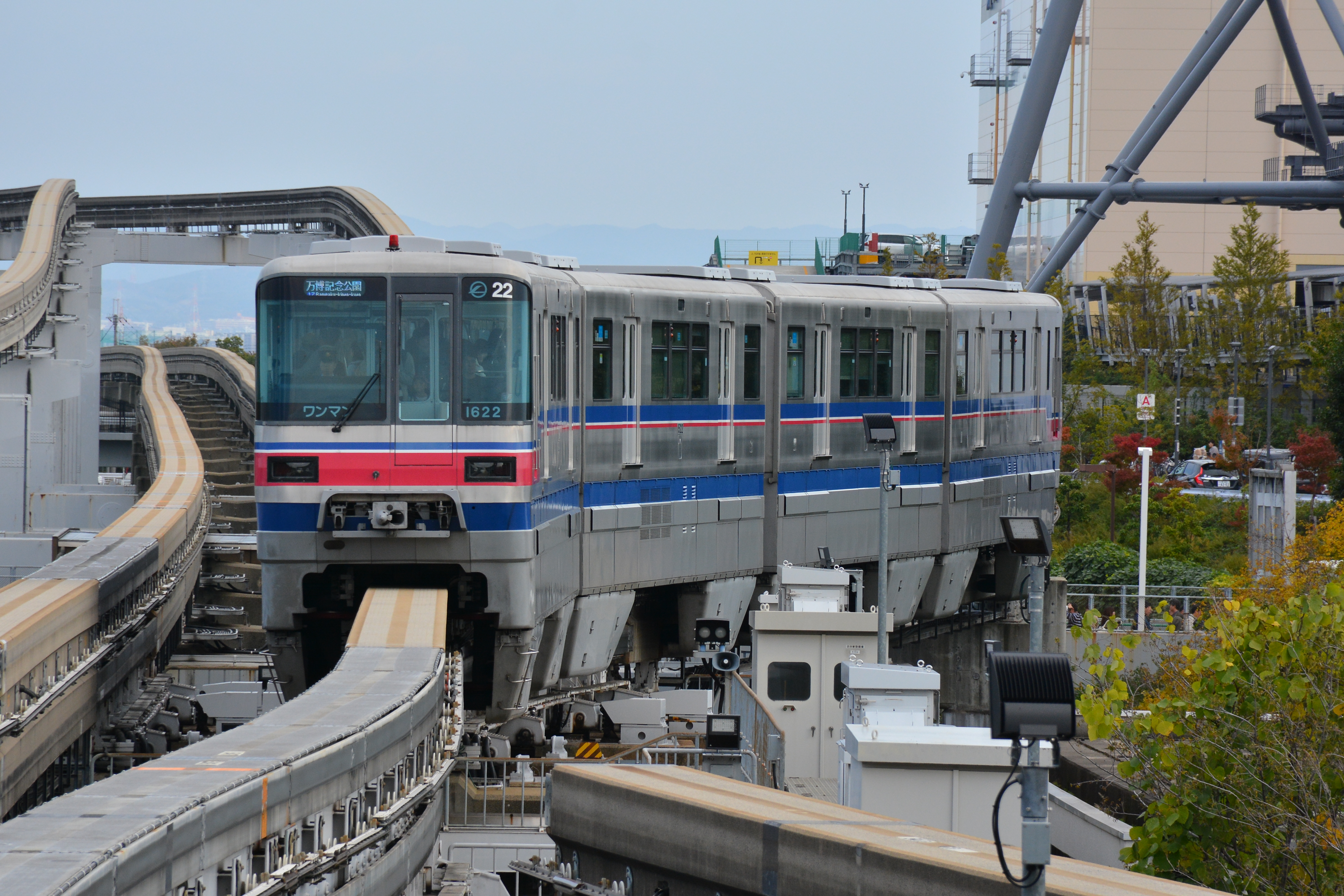
駛入萬博紀念公園站的大阪高速鐵道1000系電車 (2019年11月)

## 歷史
2025年4月24日，大阪府宣布，由於原物料價格上漲及勞動成本上升等因素，因此將大阪單軌電車線自門真市站延伸至瓜生堂站的延伸計畫推遲至2033年完工；且工程費用預估將增加約650億日圓。

## 路線資料
- 路線距離（營業距離）：21.2公里
- 方式：跨座式
- 站數：14個（包括起終點站）
- 複線路段：全線
- 電氣化方式：直流1500V
- 閉塞方式：車內信號式
- 營業车速限制：75公里/小時
- 最大坡度：50‰（少路－千里中央間、攝津－南攝津間）
- 最急曲線：半徑100公尺（螢池－柴原阪大前間）

## 車站列表
所有車站都位於大阪府。
| 車站編號 | 中文站名     | 日文站名 | 英文站名 | 站間距離 | 營業距離 | 接續路線                                           | 所在地 |
| -------- | ------------ | -------- | -------- | -------- | -------- | -------------------------------------------------- | ------ |
| 11       | 大阪機場     |          |          | -        | 0.0      |                                                    | 豐中市 |
| 12       | 螢池         |          |          | 1.4      | 1.4      | 阪急電鐵： 寶塚本線（HK-47）                       | 豐中市 |
| 13       | 柴原阪大前   |          |          | 1.7      | 3.1      |                                                    | 豐中市 |
| 14       | 少路         |          |          | 1.7      | 4.8      |                                                    | 豐中市 |
| 15       | 千里中央     |          |          | 1.8      | 6.6      | 北大阪急行電鐵： M 南北線（M08）                   | 豐中市 |
| 16       | 山田         |          |          | 1.9      | 8.5      | 阪急電鐵： 千里線（HK-94）                         | 吹田市 |
| 17       | 萬博紀念公園 |          |          | 1.4      | 9.9      | 大阪高速鐵道：國際文化公園都市單軌電車線（彩都線） | 吹田市 |
| 18       | 宇野邊       |          |          | 2.2      | 12.1     |                                                    | 茨木市 |
| 19       | 南茨木       |          |          | 1.2      | 13.3     | 阪急電鐵： 京都本線（HK-68）                       | 茨木市 |
| 20       | 澤良宜       |          |          | 1.2      | 14.5     |                                                    | 茨木市 |
| 21       | 攝津         |          |          | 1.5      | 16.0     |                                                    | 攝津市 |
| 22       | 南攝津       |          |          | 1.8      | 17.8     |                                                    | 攝津市 |
| 23       | 大日         |          |          | 2.1      | 19.9     | 大阪市高速電氣軌道： 谷町線（T11）                 | 守口市 |
| 24       | 門真市       |          |          | 1.3      | 21.2     | 京阪電氣鐵道： 京阪本線（KH13）                    | 門真市 |

## 外部連結
- 大阪モノレール公式サイト （页面存档备份，存于）
- 大阪モノレール延伸事業 （页面存档备份，存于）（大阪府）